# Richard Birkefeld

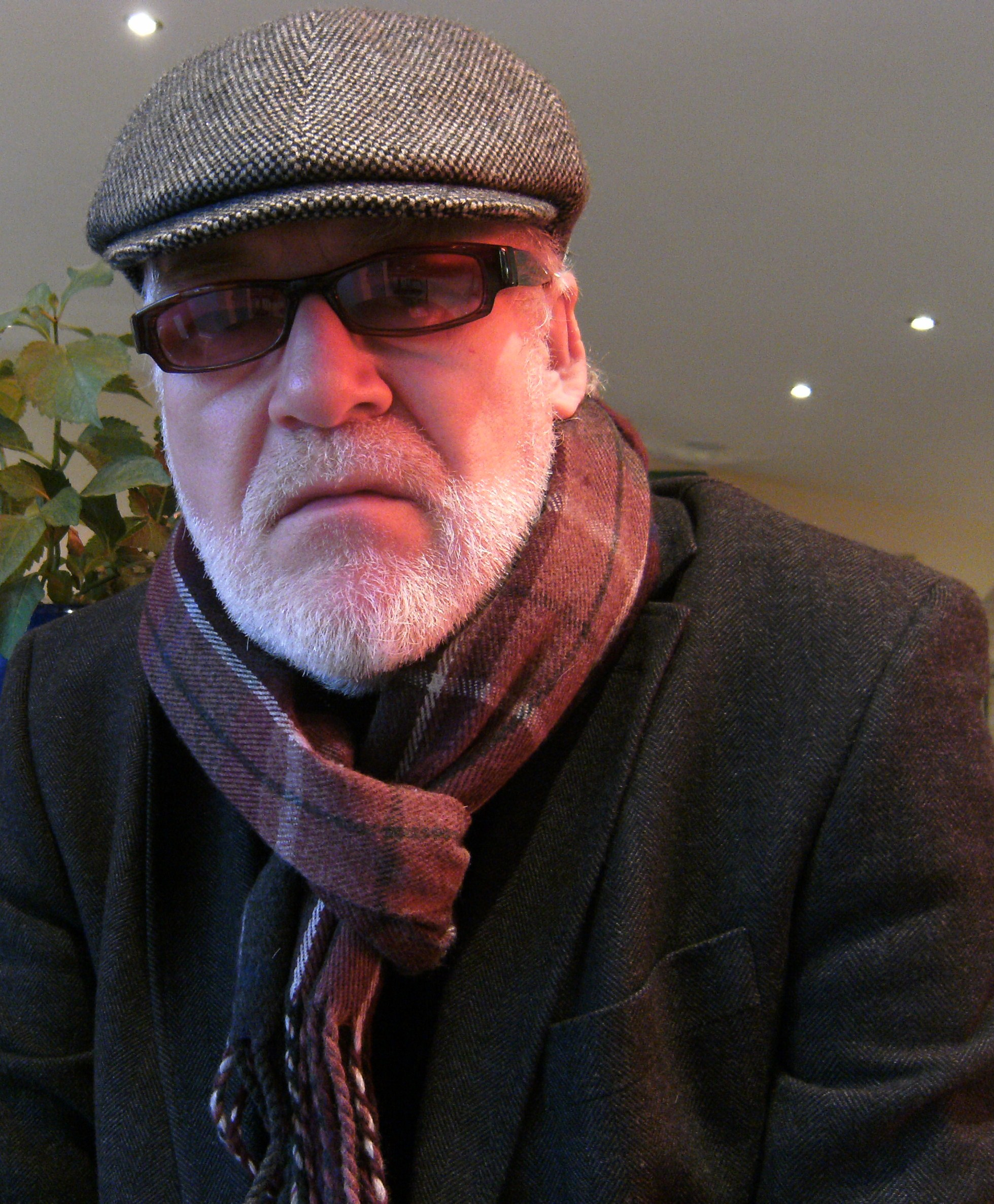
Richard Birkefeld

Richard Georg Birkefeld (* 8. Juni 1951 in Hannover) ist ein deutscher Schriftsteller.

## Leben
Nach einer Schriftsetzerlehre arbeitete Birkefeld mehrere Jahre in Druckereien, Verlagen und Werbeagenturen in Stuttgart, Bremen und Hannover und war mit der MS Europa auf Großer Fahrt. In dieser Zeit führten ihn ausgedehnte Reisen nach Skandinavien, Kanada/Alaska, Mittelamerika, Nordafrika, Klein- und Südostasien.
Anschließend studierte Birkefeld an der Leibniz-Universität Hannover (1985–1991) Geschichte und Politik. Seine Magisterarbeit beschäftigte sich mit der Entwicklung des Zuschauersports in den Zwanziger Jahren am Beispiel des Eilenriederennens in Hannover. In dieser Zeit war Birkefeld im Vorstand der Geschichtswerkstatt Hannover, in der Erwachsenenbildung bei ver.di, der Vereinigung niedersächsischer Volkshochschulen und als freier Mitarbeiter des Kulturmagazins Living aktiv.
In seinen Tätigkeiten als Wissenschaftlicher Mitarbeiter am Historischen Seminar, am Institut für Bau- und Kunstgeschichte und im Historischen Museum Hannover war er an diversen Ausstellungs- und Katalogprojekten beteiligt, darunter u. a. Freizeit und modernes Leben in den Zwanziger Jahren, 50 Jahre Niedersachsen, Biedermeier und Revolution. Hannover 1848, …mit 17. Jugendliche in Hannover von 1900 bis heute und Über das Leben hinaus. Ein Spaziergang über Hannovers Friedhöfe. Darüber hinaus arbeitete er an verschiedenen Buchprojekten unter Federführung von Adelheid von Saldern und Sid Auffarth mit, darunter Wochenend und schöner Schein, Altes und Neues Wohnen und Die Stadt, der Lärm und das Licht.
2002 veröffentlichte Birkefeld zusammen mit seinem Historikerkollegen Göran Hachmeister den zeitgeschichtlichen Roman Wer übrig bleibt, hat recht, der 2003 mit dem Friedrich-Glauser-Preis fürs beste Debüt und mit dem 3. Platz des Deutschen Krimipreises ausgezeichnet wurde. In der dänischen Übersetzung wurde das Buch 2012 für den skandinavischen Palle-Rosenkrantz-Preis nominiert und mit der französischen Ausgabe für den Prix des lecteurs Rue des Livres 2013. Es folgten die Romane Deutsche Meisterschaft (mit Göran Hachmeister) und Tod einer Stracke.
Zusammen mit Susanne Mischke und Cornelia Kuhnert betätigt er sich auch als Herausgeber verschiedener Anthologien.
Birkefeld ist Mitglied in der Autorengruppe Syndikat und im VS und lebt in Hannover.

## Werke
- mit Göran Hachmeister: Wer übrig bleibt, hat recht. Eichborn, Frankfurt am Main 2002, ISBN 3-8218-0885-3.
- mit Göran Hachmeister: Deutsche Meisterschaft. Eichborn, Frankfurt am Main 2006, ISBN 3-8218-5767-6.
- Tod einer Stracke. Chichili-Satzweiß, 2011, ISBN 978-3-8450-0243-9.
- Zur falschen Zeit am falschen Ort. Chichili-Satzweiß, 2011, ISBN 978-3-8450-0179-1.
- Sterben ist tödlich. Chichili/Satzweiß, 2014, ISBN 978-3-8450-1363-3.
- mit Cornelia Kuhnert und Susanne Mischke: Mörderisches Hannover. Gnadenlose Weihnachtskrimi. vitolibro 2016, ISBN 978-3-86940-027-3.

## Kurzprosa
- 9/11. In: Jan Costin Wagner (Hrsg.): 13 Morde hat das Jahr. Heyne, München 2009, ISBN 978-3-453-54010-1.
- Der letzte Film. In: Andreas Izquierdo, Angela Eßer (Hrsg.): Hamburg blutrot. Kölnisch-Preußische Lektoratsanstalt, Köln 2010, ISBN 978-3-940610-10-2.
- Nach dem Spiel ist vor dem Spiel. In: Angela Eßer, Arnold Küsters (Hrsg.): Leichenblass am Niederrhein. Grafit Verlag, Dortmund 2011, ISBN 978-3-89425-383-7.
- Hundertpro. In: Günther Butkus, Jobst Schlennstedt: Mörderischer Chiemgau. Pendragon, Bielefeld 2011, ISBN 978-3-86532-252-4.
- Der Knochenzähler von Haithabu. In: Günther Butkus, Jobst Schlennstedt: Schöner morden im Norden. Pendragon, Bielefeld 2012, ISBN 978-3-86532-308-8.
- Alle Jahre wieder. In: Michelle Stoeger (Hrsg.): Maria, Mord und Mandelplätzchen. Knaur, München 2011, ISBN 978-3-426-51013-1.
- Der Goldene Schuss. In: Petra Busch (Hrsg.): Mördchen fürs Örtchen. KBV, Hillesheim 2011, ISBN 978-3-942446-09-9.
- Rippe Rippens. In: Regine Kölpin (Hrsg.): Deichleichen. KBV, Hillesheim 2011, ISBN 978-3-942446-03-7.
- Der Hintern von Michael Douglas. In: Regine Kölpin (Hrsg.): Aufgebockt und abgemurkst. KBV, Hillesheim 2012, ISBN 978-3-942446-42-6.
- Der Goldfasan. In: Cornelia Kuhnert, Richard Birkefeld (Hrsg.): Bock auf Wild. Heyne, München 2010, ISBN 978-3-453-54011-8.
- Puschas Großonkel. In: Cornelia Kuhnert, Richard Birkefeld (Hrsg.): Niedertracht in Niedersachsen. KBV, Hillesheim 2012, ISBN 978-3-942446-24-2.
- Der Anfang vom Ende. In: Susanne Mischke, Richard Birkefeld (Hrsg.): Der Ring der Niedersachsen. Zu Klampen, Springe 2010, ISBN 978-3-86674-093-8.
- „…du kommst, siehst und gehst vorüber“. In: Susanne Mischke, Bodo Dringenberg (Hrsg.): Ein Bier, ein Wein, ein Mord. Zu Klampen, Springe 2012, ISBN 978-3-86674-178-2.
- Blaunase. In: Regine Kölpin (Hrsg.): Muschel, Möwen, Morde. KBV, Hillesheim 2012, ISBN 978-3-942446-62-4.
- „…da musst du schon bedeutend früher aufstehen“. In: Peter Godazkar (Hrsg.): Ruhe sanft in Sachsen-Anhalt. Morde im Land der Frühaufsteher. KBV, Hillesheim 2013, ISBN 978-3-942446-76-1.
- Sowas kommt mir nicht ins Haus. In: Susanne Mischke (Hrsg.): Tödliche Weihnacht überall. Piper, München 2012, ISBN 978-3-492-30022-3.
- Alle Jahre wieder reloaded. In: Johannes Engelke (Hrsg.): Glöckchen, Gift und Gänsebraten. Knaur, München 2012, ISBN 978-3-426-51277-7.
- Santo Domingo. In: Cornelia Kuhnert, Richard Birkefeld: Süßer die Morde nicht klingen. Heyne, München Oktober 2012, ISBN 978-3-453-54013-2.
- „Guter Rabe, bitte sehr…!“. In: Cornelia Kuhnert, Richard Birkefeld: Heide, Harz und Hackebeil. KBV, Hillesheim 2013, ISBN 978-3-942446-77-8.
- Tödliche Motive. In: S. Lüpkes, C. Franke (Hrsg.): Ebbe, Flut und Todeszeiten. KBV, Hillesheim 2014, ISBN 978-3-95441-165-8.
- Es war der Wickert, nicht der Jobatey. In: T. Kastura (Hrsg.): To die or not to die. Ars Vivendi, Cadolzburg 2014, ISBN 978-3-86913-416-1.
- Die Syphilis kennt keine Grenzen. In: T. Hoeps, Jac Toes (Hrsg.): Schmugglerpfade. Grafit, Dortmund 2014, ISBN 978-3-89425-438-4.
- Der kategorische Imperativ. In: Syndikat (Hrsg.): Secret Service. Jahrbuch 2014. Gmeiner, Meßkirch 2014, ISBN 978-3-8392-1479-4.
- Green Undertaker. In: Elke Pistor (Hrsg.): Tod und Tofu. KBV, Hillesheim 2014, ISBN 978-3-95441-184-9.
- Ockhams Razor. In: E. Lirot, H. Schlueter (Hrsg.): Mit Schirm, Charme und Pistole. KBV, Hillesheim 2014, ISBN 978-3-95441-191-7.
- Advent, Advent… In: T. Pütz (Hrsg.): Stollen, Schnee und Sensenmann. Knaur, München 2014, ISBN 978-3-426-51609-6.
- Mein Fahrer. In: Fiftyfifty. Aurora, Wien 2014.
- Herrliche Zeiten. In: Syndikat (Hrsg.): Jahrbuch 2015. Gmeiner, Meßkirch 2015, ISBN 978-3-8392-1638-5.
- Am anderen Ufer. In: Syndikat (Hrsg.): TAT-Zeuge. Das Syndikats-Dossier 2015. Gmeiner, Meßkirch 2015, ISBN 978-3-8392-1866-2.
- Eisbein-Boogie. In: Bodo Dringenberg (Hrsg.): Ein Pils, ein Sekt, ein Todesfall. zu Klampen, Springe 2015, ISBN 978-3-86674-419-6.
- In den Greifzähnen des abscheulich blauen Weibes. In: Arnold Küsters (Hrsg.): Auf der Alm, da gibt’s an Mord. KBV, Hillesheim 2015, ISBN 978-3-95441-234-1.
- Wiedersehen macht Freude. In: Regina Schleheck (Hrsg.): Sonne, Mord und mehr. Der Kleine Buch Verlag, Karlsruhe 2016, ISBN 978-3-7650-9113-1.
- Play Piscator. In: Christina Bacher (Hrsg.): SOKO Marburg-Biedenkopf. KBV, Hillesheim 2016, ISBN 978-3-95441-293-8.
- Lumumba ist tot, es lebe Lumumba! In: Thomas Kastura (Hrsg.): Cocktailleichen. KBV, Hillesheim 2016, ISBN 978-3-95441-292-1.
- In die Pfanne gehauen. In: Cornelia Kuhnert und Richard Birkefeld (Hrsg.): Mörderische Leckerbissen. dtv, München 2013, ISBN 978-3-423-21476-6.
- Lady Chatterleys letzter Liebhaber. In: Thomas Kastura (Hrsg.): Mörderischer Gardasee. Gmeiner, Meßkirch 2019, ISBN 978-3-8392-2394-9.
- Die Begegnung. In: Syndikat (Hrsg.): Tod unterm Schwanz. Gmeiner, Meßkirch 2020, ISBN 978-3-8392-2609-4.
- Der Hammer Fenstersturz. In: Hartmut Marks (Hrsg.): Blutige Lippe 4. Ventura, Werne 2023, ISBN 978-3-940853-89-9.

## Übersetzungen
- mit Göran Hachmeister: Den der bliver tilbage har recht. Klim, Arhus 2011, ISBN 978-87-7955-824-3.
- mit Göran Hachmeister: Tysk Mesterskab. Klim, Arhus 2013, ISBN 978-87-7129-180-3.
- mit Göran Hachmeister: Deux dans Berlin. Édition du Masque, Paris 2012, ISBN 978-2-7024-3698-1.
- mit Göran Hachmeister: Des hommes de tete. Édition du Masques, Paris 2013, ISBN 978-2-7024-3830-5.
- Syfilis kent geen grenze. In: Jac Toes, Thomas Hoeps, Gerda Meijerink: Over de Grens.De Geus, Amsterdam 2014, ISBN 978-90-445-3279-1.
- mit Göran Hachmeister: Berlinska past. Garamond, Prag 2015, ISBN 978-80-7407-271-0.

## Preise und Auszeichnungen
- 2003: Deutscher Krimi Preis
- 2003: Friedrich-Glauser-Preis Debüt für den Roman Wer übrig bleibt, hat recht
- 2012: Nominierung für den skandinavischen Palle-Rosenkrantz-Preis, Dänemark
- 2013: Prix de Lecteurs Sélection, Frankreich
- 2022: Prix du Masque de l’année étranger für Deux dans Berlin Wer übrig bleibt, hat recht, Frankreich

## Wissenschaftliche Veröffentlichungen
- mit Martina Jung: Die Stadt, der Lärm und das Licht. Die Veränderung des öffentlichen Raumes durch Motorisierung und Elektrifizierung. Kallmeyer, Seelze (Velber) 1994, ISBN 3-7800-5254-7.
- Spektakel im Stadtwald. Die Motorradrennen in der Eilenriede. In: Adelheid von Salder, Sid Auffahrt (Hrsg.): Wochenend und schöner Schein. Freizeit und modernes Leben in den zwanziger Jahren. Elefanten Press, Berlin 1991, ISBN 3-88520-407-X.
- Technik, Kommerz und Unterhaltung. Der Zuschauersport beim hannoverschen Eilenriede-Motorradrennen in den Zwanziger Jahren. In: Karin Erich, Olaf Mussmann (Hrsg.): Abdrücke aus der Region. Facetten der Geschichte Hannovers und seines Umlandes. Hahn, Hannover 1993, ISBN 3-7752-5878-7.
- mit Martina Jung: Licht, Lärm und Gestank. In: WerkstattGeschichte 3: Umweltgeschichte. Ergebnisse Verlag, Hamburg 1992, ISBN 3-87916-205-0.
- „Es gibt nur ein Niedersachsenland!“ Einige launige Exkursion zu den Superlativen unseres Landes. In: Wir sind die Niedersachsen! Wer sind die Niedersachsen. (= Schriften des Historischen Museums Hannover. Band 10). Hannover 1996, ISBN 3-910073-11-5.
- Jugend zwischen Vergnügungssucht und politischer Mobilisierung in den „Wilden Zwanzigern“. In: …mit 17. Jugendliche in Hannover von 1900 bis heute. (= Schriften des Historischen Museums Hannover. 12). Hannover 1997, ISBN 3-910073-13-1.
- mit Alheidis von Rohr: „Ruhe ist die erste Bürgerpflicht“. Die hannoversche Verfassungsfrage. In: Biedermeier und Revolution. Hannover 1848. (= Schriften des Historischen Museums Hannover 13). Hannover 1998, ISBN 3-910073-14-X.
- Die Auswirkungen der Friedhofsreformbewegung auf die Stadtfriedhöfe Ricklingen und Seelhorst. Hannover 2010, ISBN 978-3-910073-40-1.
- Das kulturelle Klima in Hannover. In: Biedermeier und Revolution. Hannover 1848. (= Schriften des Historischen Museums. 13). Hannover 1998, ISBN 3-910073-14-X.
- Das Augusterlebnis in Hannover – Kriegsbegeisterung oder Ablehnung? In: Heimatfront Hannover. Kriegsalltag 1914–1918. (= Schriften des Historischen Museums Hannover. 44). Gutenberg Beuys, Hannover 2014, ISBN 978-3-910073-45-6.
- Der Bauch von Hannover. Die Markthalle in den zwanziger Jahren. In: Adelheid von Saldern, Sid Auffahrt (Hrsg.): Wochenend und schöner Schein. Freizeit und modernes Leben in den zwanziger Jahren. Elefanten Press, Berlin 1991, ISBN 3-88520-407-X.
- mit Martina Jung: Im Schatten der Glaspaläste. City-Bildung und Altstadtzerfall. In: Sid Auffahrt, Adelheid von Saldern (Hrsg.), unter Mitarbeit von Richard Birkefeld: Altes und neues Wohnen. Linden und Hannover im frühen 20. Jahrhundert. Kallmeyer, Seelze (Velber) 1992, ISBN 3-7800-5256-3.
- mit Martina Jung: „Großes Aufräumen“. Die Sanierung des Ballhofviertels in der hannoverschen Altstadt. In: Sid Auffahrt, Adelheid von Saldern (Hrsg.), unter Mitarbeit von Richard Birkefeld: Altes und neues Wohnen. Linden und Hannover im frühen 20. Jahrhundert. Kallmeyer, Seelze (Velber) 1992, ISBN 3-7800-5256-3.

## Herausgeberschaften
- mit Susanne Mischke (Hrsg.): Der Ring der Niedersachsen. Zu Klampen, Springe 2010, ISBN 978-3-86674-093-8.
- mit Cornelia Kuhnert (Hrsg.): Bock auf Wild. Heyne Verlag, München 2010, ISBN 978-3-453-54011-8.
- mit Cornelia Kuhnert (Hrsg.): Niedertracht in Niedersachsen. KBV, Hillesheim 2012, ISBN 978-3-942446-24-2.
- mit Cornelia Kuhnert (Hrsg.): Süßer die Morde nicht klingen. Heyne Verlag, München 2012, ISBN 978-3-453-54013-2.
- mit Cornelia Kuhnert (Hrsg.): Heide, Harz und Hackebeil. KBV, Hillesheim 2013, ISBN 978-3-942446-77-8.
- mit Cornelia Kuhnert (Hrsg.): Mörderische Leckerbissen. dtv, München 2013, ISBN 978-3-423-21476-6.